# كأس العالم الشاطئية 2019
بطولة كأس العالم لكرة القدم الشاطئية 2019 هي البطولة العاشرة لكأس العالم لكرة القدم الشاطئية، وهي البطولة الدولية الأولى لكرة القدم الشاطئية حيث تتنافس فيها الفرق الوطنية في الاتحادات الأعضاء في الفيفا.
كانت كأس العالم لكرة القدم الشاطئية 2019 هي كأس العالم العاشر لكرة القدم الشاطئية الفيفا، وهي البطولة الدولية الأولى لكرة القدم الشاطئية التي تنافس عليها الفرق الوطنية للرجال في الاتحادات الأعضاء في الفيفا. لم تكن بطولات ما قبل 2005 محكومة من قبل الفيفا وتم عقدها تحت عنوان بطولة العالم لكرة القدم الشاطئية. وعموماً كانت هذه هي النسخة العشرون من كأس العالم منذ إنشائها في عام 1995. وكانت هذه البطولة الخامسة التي تقام على أساس كل عامين. تجري كأس العالم الآن مرة كل سنتين، حيث تقام سنويًا حتى عام 2009.
بعد خسارتين، تم أقصاء الدولة المضيفة باراجواي في دور المجموعات. كانت البرازيل هي البطل المدافع عن اللقب، لكنها هُزمت في ربع النهائي من قبل روسيا. فازت البرتغال بالبطولة، متفوقة على إيطاليا في النهائي حاصلة بذلك على تاجها الثاني لكأس العالم الفيفا (بعد عام 2015) واللقب العالمي الثالث بشكل عام (بما في ذلك بطولة العالم لعام 2001)، جمعت إيطاليا ميدالية الوصيف الثانية، بعد عام 2008. ولأول مرة، كانت فرق المنصة كلها دول أوروبية. احتلت اليابان المركز الرابع لتتطابق مع أفضل مركز لها تم تحقيقه في عام 2005. وفازت روسيا بالمركز الثالث. تم تسجيل رقم قياسي مشترك من 286 هدفا (مع عام 2006).

## اختيار المضيف
في 1 أكتوبر 2018، أوصت اللجنة المنظمة للفيفا بمنح الاستضافة لباراجواي لأنها كانت الجمعية الوحيدة التي قدمت عرضًا رسميًا بعد مرحلة إعلان الاهتمام الأولية. تم الإعلان عن تأكيد منح حقوق الاستضافة لباراغواي في اجتماع مجلس الفيفا في كيغالي، رواندا في 26 أكتوبر 2018.

## التصفيات
تأهل ما مجموعه 16 فريقا للبطولة النهائية. فبالإضافة إلى باراجواي التي تأهلت تلقائيًا كمضيف، تأهل 15 فريقًا آخر من ست مسابقات قارية منفصلة.
تقرر تخصيص عدد مقاعد كل اتحاد في اجتماع الفيفا في 26 أكتوبر 2018
بدأت عملية التأهل لنهائيات كأس العالم في 9 سبتمبر 2018 وانتهت في 27 يوليو 2019.
أسيا (3 مقاعد): جرت التصفيات المؤهلة للدول الآسيوية في باتايا، تايلاند بين 7 و 17 مارس 2019.
أفريقيا (مقعدين): جرت التصفيات المؤهلة للدول الإفريقية في شرم الشيخ، مصر في الفترة من 8 إلى 14 ديسمبر 2018، جرت الجولة التأهيلية الأولية في الفترة من 9 إلى 22 سبتمبر 2018.
أمريكا الشمالية (مقعدين): جرت التصفيات المؤهلة لدول أمريكا الشمالية في بويرتو فالارتا، المكسيك بين 13-19 مايو 2019.
أمريكا الجنوبية (مقعدين + مضيف): جرت التصفيات المؤهلة لدول أمريكا الجنوبية في ريو دي جانيرو، البرازيل بين 28 أبريل - 5 مايو 2019.
أوقيانوسيا (مقعد واحد): جرت تصفيات الأمم الأوقيانوسية في بابيتي، تاهيتي في الفترة من 17 إلى 22 يونيو 2019.
أوروبا (5 مقاعد): جرت التصفيات المؤهلة للدول الأوروبية في موسكو، روسيا في الفترة من 19 إلى 27 يوليو 2019.

## المكان
تم استخدام مكان واحد في مدينة لوكي، وهي جزء من منطقة أسونسيون الكبرى، على أرض مقر اللجنة الأولمبية في باراغواي.

### الفرق المتأهلة
ملحوظة: جميع إحصائيات الجدول أدناه تتضمن حقبة فيفا فقط (منذ 2005)، حيث (1995-2004) تعتبر حقبة ما قبل الفيفا.
| الإتحاد                                     | الدورات المؤهلة                                | الفرق                    | الظهور | أخر ظهور | أفضل نتيجة                                     |
| ------------------------------------------- | ---------------------------------------------- | ------------------------ | ------ | -------- | ---------------------------------------------- |
| AFC (أسيا)                                  | بطولة آسيا لكرة القدم الشاطئية 2019            | اليابان                  | 10th   | 2017     | المركز الرابع (2005)                           |
| AFC (أسيا)                                  | بطولة آسيا لكرة القدم الشاطئية 2019            | عمان                     | 3rd    | 2015     | مرحلة المجموعات (2011,2015)                    |
| AFC (أسيا)                                  | بطولة آسيا لكرة القدم الشاطئية 2019            | الإمارات العربية المتحدة | 6th    | 2017     | مرحلة المجموعات (2007, 2008, 2009, 2013, 2017) |
| CAF (أفريقيا)                               | بطولة أفريقيا لكرة القدم الشاطئية 2018         | نيجيريا                  | 6th    | 2017     | ربع النهائي (2007, 2011)                       |
| CAF (أفريقيا)                               | بطولة أفريقيا لكرة القدم الشاطئية 2018         | السنغال                  | 7th    | 2017     | ربع النهائي (2007, 2011, 2017)                 |
| CONCACAF (امريكا الشماية والوسطى والكاريبي) | بطولة الكونكاكاف لكرة القدم الشاطئية 2019      | المكسيك                  | 6th    | 2017     | الوصيف (2007)                                  |
| CONCACAF (امريكا الشماية والوسطى والكاريبي) | بطولة الكونكاكاف لكرة القدم الشاطئية 2019      | الولايات المتحدة         | 5th    | 2013     | مرحلة المجموعات (2005, 2006, 2007, 2013)       |
| CONMEBOL (أمريكا الجنوبية)                  | الدولة المضيفة                                 | باراغواي                 | 4th    | 2017     | ربع النهائي (2017)                             |
| CONMEBOL (أمريكا الجنوبية)                  | بطولة أمريكا الجنوبية لكرة القدم الشاطئية 2019 | البرازيل                 | 10th   | 2017     | البطل (2006, 2007, 2008, 2009, 2017)           |
| CONMEBOL (أمريكا الجنوبية)                  | بطولة أمريكا الجنوبية لكرة القدم الشاطئية 2019 | الأوروغواي               | 6th    | 2009     | الوصيف (2006)                                  |
| OFC (الأوقيانوس)                            | بطولة الأوقيانوس لكرة القدم الشاطئية 2019      | تاهيتي                   | 5th    | 2017     | الوصيف (2015, 2017)                            |
| UEFA (أوروبا)                               | بطولة أوروبا لكرة القدم الشاطئية 2019          | بيلاروس                  | 1st    | n/a      | الظهور لأول مرة                                |
| UEFA (أوروبا)                               | بطولة أوروبا لكرة القدم الشاطئية 2019          | إيطاليا                  | 8th    | 2017     | الوصيف (2008)                                  |
| UEFA (أوروبا)                               | بطولة أوروبا لكرة القدم الشاطئية 2019          | روسيا                    | 7th    | 2015     | البطل (2011, 2013)                             |
| UEFA (أوروبا)                               | بطولة أوروبا لكرة القدم الشاطئية 2019          | سويسرا                   | 5th    | 2017     | الوصيف (2009)                                  |
| UEFA (أوروبا)                               | بطولة أوروبا لكرة القدم الشاطئية 2019          | البرتغال                 | 9th    | 2017     | البطل (2015)                                   |

## القرعة
| الفئة 1                                                                                  | الفئة 2                                  | الفئة 3                                                 | الفئة 4                                          |
| ---------------------------------------------------------------------------------------- | ---------------------------------------- | ------------------------------------------------------- | ------------------------------------------------ |
| - باراغواي (الدولة المضيفة; تخصيص A1) - البرازيل (حامل اللقب; تخصيص D1) - روسيا - تاهيتي | - إيطاليا - البرتغال - اليابان - السنغال | - سويسرا - المكسيك - نيجيريا - الإمارات العربية المتحدة | - عمان - الولايات المتحدة - الأوروغواي - بيلاروس |

## مرحلة المجموعات
يحصل كل فريق على ثلاث نقاط للفوز في وقت المباراة، ونقطتين للفوز في الوقت الإضافي، ونقطة واحدة للفوز في ركلات الترجيح، ولا نقاط للهزيمة. يتقدم الفريقان المتصدران من كل مجموعة إلى ربع النهائي.
كسر التعادل:
تم تحديد ترتيب الفرق في دور المجموعات على النحو التالي:
النقاط التي تم الحصول عليها في جميع مباريات المجموعة،
فارق الأهداف في جميع مباريات المجموعة،
عدد الأهداف المسجلة في جميع مباريات المجموعة،
النقاط التي تم الحصول عليها في المباريات التي لعبت بين الفرق المعنية،
فارق الأهداف في المباريات التي لعبت بين الفرق المعنية،
عدد الأهداف المسجلة في المباريات التي لعبت بين الفرق المعنية،
نقاط اللعب النظيف في جميع مباريات المجموعة (يمكن تطبيق خصم واحد فقط على اللاعب في مباراة واحدة):
بطاقة صفراء: −1 نقاط،
البطاقة الحمراء غير المباشرة (البطاقة الصفراء الثانية): 3 نقاط،
البطاقة الحمراء المباشرة: −4 نقاط،
البطاقة الصفراء والبطاقة الحمراء المباشرة: −5 نقاط،

### المجموعة A
| م | فريق             | لعب | ك | W+ | WP | خ | له | عليه | ف  | نقاط | التأهل         |
| - | ---------------- | --- | - | -- | -- | - | -- | ---- | -- | ---- | -------------- |
| 1 | اليابان          | 3   | 3 | 0  | 0  | 0 | 14 | 10   | +4 | 9    | Knockout stage |
| 2 | سويسرا           | 3   | 1 | 1  | 0  | 1 | 18 | 17   | +1 | 5    | Knockout stage |
| 3 | باراغواي (H)     | 3   | 1 | 0  | 0  | 2 | 15 | 13   | +2 | 3    |                |
| 4 | الولايات المتحدة | 3   | 0 | 0  | 0  | 3 | 10 | 17   | −7 | 0    |                |

| سويسرا                                                                       | 8–6   | الولايات المتحدة                                                                  |
| ---------------------------------------------------------------------------- | ----- | --------------------------------------------------------------------------------- |
| - Stankovic 1'، 14' - Hodel 6' - Ott 10'، 32'، 33' - Mounoud 21' - Borer 27' | تقرير | - Leopoldo 2' (ركلة.) - نيك بيريرا 15'، 32' - Reyes 27'، 27' (ركلة.) - Santos 30' |

| باراغواي                                      | 4–5   | اليابان                                         |
| --------------------------------------------- | ----- | ----------------------------------------------- |
| - Carballo 22'، 34' - Morán 28' - Barreto 32' | تقرير | - Okuyama 13' - Ozu 16'، 27' - Akaguma 24'، 36' |

| الولايات المتحدة            | 3–4   | اليابان                                 |
| --------------------------- | ----- | --------------------------------------- |
| - Canale 9'، 33' - Toth 20' | تقرير | - Ozu 9'، 33' - Matsuo 13' - Tabata 30' |

| باراغواي                                                               | 6–7 (ب.و.إ.) | سويسرا                                                                              |
| ---------------------------------------------------------------------- | ------------ | ----------------------------------------------------------------------------------- |
| - Y. Rolón 8' - J. Rolón 28'، 29' (ركلة.)، 38' - Ojeda 32' - Morán 34' | تقرير        | - Ostgen 2' - Ott 12' - Hodel 19' - Stankovic 22'، 37'، 39' (ركلة.) - M. Jaeggy 32' |

| اليابان                                           | 5–3   | سويسرا                                 |
| ------------------------------------------------- | ----- | -------------------------------------- |
| - Akaguma 2'، 8' - Oba 21' - Ozu 21' - Komaki 29' | تقرير | - Ott 10' - Stankovic 33' (ركلة.)، 35' |

| الولايات المتحدة | 1–5   | باراغواي                                                                    |
| ---------------- | ----- | --------------------------------------------------------------------------- |
| - Leopoldo 30'   | تقرير | - Morán 9' - J. Rolón 11' - Barreto 23' - Carballo 24' (ركلة.) - Ovelar 30' |

### المجموعة B
| م | فريق       | لعب | ك | W+ | WP | خ | له | عليه | ف   | نقاط | التأهل         |
| - | ---------- | --- | - | -- | -- | - | -- | ---- | --- | ---- | -------------- |
| 1 | إيطاليا    | 3   | 2 | 0  | 0  | 1 | 21 | 10   | +11 | 6    | Knockout stage |
| 2 | الأوروغواي | 3   | 2 | 0  | 0  | 1 | 9  | 9    | 0   | 6    | Knockout stage |
| 3 | تاهيتي     | 3   | 2 | 0  | 0  | 1 | 16 | 17   | −1  | 6    |                |
| 4 | المكسيك    | 3   | 0 | 0  | 0  | 3 | 3  | 13   | −10 | 0    |                |

| إيطاليا                                                                                            | 12–4  | بولينزيا الفرنسية                                    |
| -------------------------------------------------------------------------------------------------- | ----- | ---------------------------------------------------- |
| - Gori 2'، 6'، 13'، 32' (ركلة.)، 36' - Corosiniti 9'، 10' - Zurlo 18'، 18'، 29'، 33' - Montani 30' | تقرير | - Teriitau 4' - Chan-Kat 12' - Li Fung Kuee 13'، 26' |

| أوروغواي      | 1–0   | المكسيك |
| ------------- | ----- | ------- |
| - Laduche 36' | تقرير |         |

| بولينزيا الفرنسية                                                                 | 6–1   | المكسيك                   |
| --------------------------------------------------------------------------------- | ----- | ------------------------- |
| - Chan-Kat 12'، 22' - Teriitau 21' (ركلة.) - Labaste 27' - Taiarui 29' - Tepa 35' | تقرير | - خوسيه ديفيد فيزكارا 25' |

| أوروغواي                                           | 4–3   | إيطاليا            |
| -------------------------------------------------- | ----- | ------------------ |
| - Laens 7' - Costa 17' - Laduche 20' - Miranda 27' | تقرير | - Gori 4'، 7'، 36' |

| المكسيك                      | 2–6   | إيطاليا                                  |
| ---------------------------- | ----- | ---------------------------------------- |
| - Sámano 26' - Maldonado 29' | تقرير | - Gori 3'، 9'، 13'، 14'، 22' - Zurlo 23' |

| بولينزيا الفرنسية                                                     | 6–4   | الأوروغواي                                  |
| --------------------------------------------------------------------- | ----- | ------------------------------------------- |
| - Teriitau 3' - Tepa 10'، 30' - Tehau 14' - Labaste 22' - Taiarui 26' | تقرير | - Bella 5'، 34' - Laduche 27' - Capurro 30' |

### المجموعة C
| م | فريق                     | لعب | ك | W+ | WP | خ | له | عليه | ف  | نقاط | التأهل         |
| - | ------------------------ | --- | - | -- | -- | - | -- | ---- | -- | ---- | -------------- |
| 1 | السنغال                  | 3   | 2 | 0  | 0  | 1 | 17 | 11   | +6 | 6    | Knockout stage |
| 2 | روسيا                    | 3   | 2 | 0  | 0  | 1 | 14 | 14   | 0  | 6    | Knockout stage |
| 3 | بيلاروس                  | 3   | 1 | 0  | 0  | 2 | 10 | 13   | −3 | 3    |                |
| 4 | الإمارات العربية المتحدة | 3   | 1 | 0  | 0  | 2 | 6  | 9    | −3 | 3    |                |

| السنغال                                                                | 7–8   | روسيا                                                                                |
| ---------------------------------------------------------------------- | ----- | ------------------------------------------------------------------------------------ |
| - Diassy 5'، 17' - Fall 15'، 33' - Mendy 26' - Diagne 29'، 34' (ركلة.) | تقرير | - Thioune 1' (ه.ذ.) - Nikonorov 4'، 34' - Zemskov 8'، 31'، 32' - Paporotnyi 23'، 34' |

| روسيا البيضاء                                                    | 5–1   | الإمارات العربية المتحدة |
| ---------------------------------------------------------------- | ----- | ------------------------ |
| - Savich 4' - Makarevich 19' - Samsonov 29' - Bryshtsel 31'، 32' | تقرير | - A. Beshr 26'           |

| روسيا            | 1–4   | الإمارات العربية المتحدة                                              |
| ---------------- | ----- | --------------------------------------------------------------------- |
| - Paporotnyi 19' | تقرير | - Al-Jasmi 2' - A. Mohammad 23' - Muntaser 32' (ركلة.) - W. Beshr 33' |

| روسيا البيضاء               | 2–7   | السنغال                                                 |
| --------------------------- | ----- | ------------------------------------------------------- |
| - Hapon 15' - Bryshtsel 30' | تقرير | - Mendy 6'، 25' - Diatta 7' - Diagne 27'، 29'، 29'، 32' |

| الإمارات العربية المتحدة | 1–3   | السنغال                              |
| ------------------------ | ----- | ------------------------------------ |
| - Karim 32'              | تقرير | - Sylla 27' - Diatta 28' - Mendy 30' |

| روسيا                                                | 5–3   | بيلاروس                                       |
| ---------------------------------------------------- | ----- | --------------------------------------------- |
| - Nikonorov 6'، 16'، 34' - Zemskov 14' - Shishin 36' | تقرير | - Hapon 5' - Bryshtsel 7' - Kanstantsinau 10' |

### المجموعة D
| م | فريق     | لعب | ك | W+ | WP | خ | له | عليه | ف   | نقاط | التأهل         |
| - | -------- | --- | - | -- | -- | - | -- | ---- | --- | ---- | -------------- |
| 1 | البرازيل | 3   | 3 | 0  | 0  | 0 | 29 | 11   | +18 | 9    | Knockout stage |
| 2 | البرتغال | 3   | 2 | 0  | 0  | 1 | 20 | 11   | +9  | 6    | Knockout stage |
| 3 | عمان     | 3   | 1 | 0  | 0  | 2 | 9  | 16   | −7  | 3    |                |
| 4 | نيجيريا  | 3   | 0 | 0  | 0  | 3 | 8  | 28   | −20 | 0    |                |

| البرتغال | 10–1  | نيجيريا   |
| --- | ----- | --------- |
| - Belchior 13'، 25' - جوردن سانتوس 14' - Torres 15'، 32' (ركلة.)، 33' - Coimbra 24'، 34' - L. Martins 24' - مادجير 36' | تقرير | - Abu 12' |

| البرازيل                                                                             | 8–2   | عمان                                 |
| ------------------------------------------------------------------------------------ | ----- | ------------------------------------ |
| - Bokinha 4' (ركلة.)، 11' - Mauricinho 6'، 19'، 29' - Filipe 12'، 32' - Catarino 35' | تقرير | - Al-Zadjali 8' - Sa. Al-Bulushi 33' |

| نيجيريا                                          | 5–6   | عمان                                                                                          |
| ------------------------------------------------ | ----- | --------------------------------------------------------------------------------------------- |
| - Ogbonna 11'، 15'، 26' - Taiwo 27' - Igudia 31' | تقرير | - Al-Farsi 5'، 20' - جلال السناني 8' - Mu. Al-Araimi 20' - Sa. Al-Bulushi 24' - Al-Oraimi 28' |

| البرازيل | 9–7   | البرتغال                                                                               |
| --- | ----- | -------------------------------------------------------------------------------------- |
| - Mauricinho 1' - Xavier 13' - Catarino 13' - Bokinha 17'، 18' - Coimbra 19' (ه.ذ.) - Rodrigo 20' - Filipe 30' (ركلة.) - Datinha 36' | تقرير | - جوردن سانتوس 9'، 28' - Coimbra 12'، 28' - L. Martins 16'، 22' - Belchior 23' (ركلة.) |

| عمان              | 1–3   | البرتغال                                       |
| ----------------- | ----- | ---------------------------------------------- |
| - جلال السناني 9' | تقرير | - Coimbra 5' - B. Martins 21' - L. Martins 28' |

| نيجيريا                | 2–12  | البرازيل |
| ---------------------- | ----- | --- |
| - Ekujumi 9' - Abu 17' | تقرير | - Mauricinho 4' - Lucão 6'، 19' - Rodrigo 16'، 25'، 27' - Rafinha 29' - Bokinha 29' (ركلة.)، 35' - Xavier 32' - Catarino 33' - Filipe 34' |

## مرحلة خروج المغلوب

### الفئة

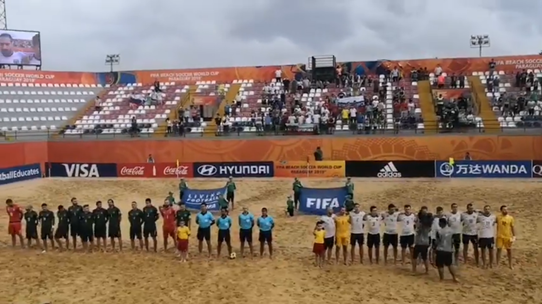
Italy v Russia – pre-match scene of the teams lining up for the national anthems before the semi-final.

المصدر: FIFA
|  | Quarter-finals | Quarter-finals |                  |       | Semi-finals       | Semi-finals       |  |  | Final | Final |
|  |                |                |                  |       |                   |                   |  |  |       |       |
|  | 28 November    |                |                  |       |                   |                   |  |  |       |       |
|  |                |                |                  |       |                   |                   |  |  |       |       |
|  | إيطاليا        | 5              |                  |       |                   |                   |  |  |       |       |
|  | إيطاليا        | 5              | 30 November      |       |                   |                   |  |  |       |       |
|  | سويسرا         | 4              |                  |       |                   |                   |  |  |       |       |
|  | سويسرا         | 4              | إيطاليا (ب.و.إ.) | 8     |                   |                   |  |  |       |       |
|  | 28 November    |                | إيطاليا (ب.و.إ.) | 8     |                   |                   |  |  |       |       |
|  |                | روسيا          | 7                |       |                   |                   |  |  |       |       |
|  | البرازيل       | روسيا          | 7                | 3     |                   |                   |  |  |       |       |
|  | البرازيل       |                | 1 December       | 3     |                   |                   |  |  |       |       |
|  | روسيا          | 4              |                  |       |                   |                   |  |  |       |       |
|  | روسيا          | 4              | إيطاليا          | 4     |                   |                   |  |  |       |       |
|  | 28 November    |                | إيطاليا          | 4     |                   |                   |  |  |       |       |
|  |                | البرتغال       | 6                |       |                   |                   |  |  |       |       |
|  | اليابان        | البرتغال       | 6                | 3     |                   |                   |  |  |       |       |
|  | اليابان        | 30 November    |                  | 3     |                   |                   |  |  |       |       |
|  | الأوروغواي     | 2              |                  |       |                   |                   |  |  |       |       |
|  | الأوروغواي     | 2              | اليابان          | 3 (1) |                   |                   |  |  |       |       |
|  | 28 November    |                | اليابان          | 3 (1) |                   |                   |  |  |       |       |
|  |                | البرتغال (ج.)  | 3 (2)            |       | Third place match | Third place match |  |  |       |       |
|  | السنغال        | البرتغال (ج.)  | 3 (2)            | 2     | Third place match | Third place match |  |  |       |       |
|  | السنغال        |                | 1 December       | 2     |                   |                   |  |  |       |       |
|  | البرتغال       | 4              |                  |       |                   |                   |  |  |       |       |
|  | البرتغال       | 4              | روسيا            | 5     |                   |                   |  |  |       |       |
|  |                |                |                  |       |                   |                   |  |  |       |       |
|  | اليابان        | 4              |                  |       |                   |                   |  |  |       |       |
|  | اليابان        | 4              |                  |       |                   |                   |  |  |       |       |

### ربع النهائي
| البرازيل                   | 3–4   | روسيا                                               |
| -------------------------- | ----- | --------------------------------------------------- |
| - Rodrigo 1'، 13' - Mão 5' | تقرير | - Zemskov 2' - Shishin 20' - كيريل رومانوف 24'، 31' |

| السنغال                | 2–4   | البرتغال                                                                |
| ---------------------- | ----- | ----------------------------------------------------------------------- |
| - Sylla 3' - Mendy 36' | تقرير | - جوردن سانتوس 8' - Diassy 20' (ه.ذ.) - L. Martins 22' - B. Martins 32' |

| إيطاليا                                               | 5–4   | سويسرا                                    |
| ----------------------------------------------------- | ----- | ----------------------------------------- |
| - Gentilin 8' - Zurlo 24'، 31'، 36' - Ramacciotti 25' | تقرير | - Ott 5'، 10' - M. Jaeggy 20' - Borer 31' |

| اليابان                             | 3–2   | الأوروغواي                          |
| ----------------------------------- | ----- | ----------------------------------- |
| - Oba 8' - Okuyama 11' - Tabata 16' | تقرير | - Laduche 20' (ركلة.) - Capurro 36' |

### نصف النهائي
| إيطاليا                                                                              | 8–7 (ب.و.إ.) | روسيا                                                                              |
| ------------------------------------------------------------------------------------ | ------------ | ---------------------------------------------------------------------------------- |
| - Corosiniti 9' - Ramacciotti 10'، 15'، 27' - Gori 25'، 25'، 31' - Zurlo 37' (ركلة.) | تقرير        | - Novikov 4' - أليكسي ماكاروف 14'، 35' - Zemskov 22'، 24' - كيريل رومانوف 25'، 31' |

| اليابان                                | 3–3 (ب.و.إ.) | البرتغال                              |
| -------------------------------------- | ------------ | ------------------------------------- |
| - Ozu 11' - Yamauchi 13' - Akaguma 36' | تقرير        | - L. Martins 2' - B. Martins 29'، 31' |
| ركلات الترجيح                          |              |                                       |
| - Ozu - Yamauchi - Tabata              | 1–2          | - مادجير - Coimbra                    |

### المركز الثالث
| روسيا                                                    | 5–4   | اليابان                              |
| -------------------------------------------------------- | ----- | ------------------------------------ |
| - Zemskov 8'، 23'، 29' - Novikov 8' - أليكسي ماكاروف 26' | تقرير | - Akaguma 4'، 8' - Ozu 12' - Oba 23' |

### النهائي
| إيطاليا                                          | 4–6   | البرتغال                                                         |
| ------------------------------------------------ | ----- | ---------------------------------------------------------------- |
| - Zurlo 6' - Ramacciotti 31'، 36' - Gentilin 31' | تقرير | - L. Martins 8'، 28' - جوردن سانتوس 18'، 26'، 35' - Lourenço 18' |

### الفائز
| بطل كأس العالم للكرة الشاطئية                    |
| ------------------------------------------------ |
| البرتغال للمرة الثانية (الإجمالي 3 مرات) الألقاب |

### الجوائز الفردية
| الكرة الذهبية                       | الكرة الفضية                          | الكرة البرونزية                     |
| ----------------------------------- | ------------------------------------- | ----------------------------------- |
| Ozu Moreira                         | جوردن سانتوس                          | Bê Martins                          |
| Golden Scorer                       | Silver Scorer                         | Bronze Scorer                       |
| Gabriele Gori (16 هدف, 0 صناعة هدف) | Emmanuele Zurlo (10 هدف, 1 صناعة هدف) | Fedor Zemskov (10 هدف, 0 صناعة هدف) |
| القفاز الذهبي                       |                                       |                                     |
| إلينتون أندراند                     |                                       |                                     |
| FIFA جائزة الفيفا للعب النظيف       |                                       |                                     |
| السنغال                             |                                       |                                     |
| أفضل هدف                            |                                       |                                     |
| Emmanuele Zurlo; goal 1 في مرمى     |                                       |                                     |

تم تسجيل 286 هدفًا في 32 مباراة، بمتوسط 8.94 هدفًا في كل مباراة.

## روابط خارجية
- في موقع FIFA.com
- كأس العالم للكرة الشاطئية FIFA 2019، في Beach Soccer Worldwide
- كأس العالم لكرة القدم الشاطئية 2019 - المرحلة النهائية، على شاطئ كرة القدم روسيا